# 磐郢彎貝介
磐郢彎貝介（学名：Loxoconcha panyinga）为彎貝介科彎貝介屬下的一个种。